# Pomatodelphis
Pomatodelphis — вимерлий рід платаністових із морських родовищ середнього міоцену в Алабамі, Флориді, Бразилії, Німеччині та Франції.

## Класифікація
Pomatodelphis належить до підродини платаністів Pomatodelphininae, яка відрізняється від платанстів тим, що має сплощений рострум, поперечно розширений задній кінець передчелюстної кістки та ін. Близьким родичем Pomatodelphis є Prepomatodelphis з морських родовищ в Австрії. Відомі три види: P. inaequalis, P. bobengi та P. stenorhynchus.